# Tohoku Rakuten Golden Eagles
O Tohoku Rakuten Golden Eagles é um clube profissional de beisebol sediado em Sendai, Japão. A equipe disputa a Nippon Professional Baseball. É propriedade da empresa Rakuten.

## História
Foi fundado em 2005.

## Notáveis jogadores
- Luis Lopez
- Andruw Jones
- Ryan Glynn
- Eric Valent
- Cedrick Bowers
- Kevin Hodges
- Gary Rath
- Andy Tracy
- Aaron Myette
- Matt Skrmetta
- Damon Minor
- Katsunori Nomura
- Tetsuya Iida
- Takeshi Nakamura
- Tadaharu Sakai
- Hideo Koike
- Koichi Oshima
- Kevin Witt
- Adam Bass
- Toyohiko Yoshida
- Koichi Sekikawa
- Kazuo Fukumori
- Takeshi Yamasaki
- Norihiro Nakamura
- Masahiro Tanaka
- Takashi Saito
- Lin Ying-Chieh
- Domingo Guzmán
- Travis Blackley